# Quercus benthamii
Quercus benthamii es una especie neotropical de roble encino. Es una planta en la familia Fagaceae, perteneciente a la sección Lobatae de los robles rojos de América. La madera se utiliza como leña y para la producción de carbón vegetal.

## Descripción
Son árboles que alcanzan un tamaño de 10–35 m de alto, corteza áspera, gris a negra; tallos densamente rojo-pubescentes con tricomas multiradiados, glabrescentes al final del primer año o con restos pubescentes el segundo año, café-rojizo obscuros con prominentes lenticelas grises a blancas; yemas ovadas, 5–9 mm de largo y 2–4 mm de ancho. Hojas angostamente lanceolado-elípticas a ampliamente elípticas o ampliamente obovadas, (5–) 7–15 (–18) cm de largo y (2.5–) 3–5 (–6) cm de ancho, ápice agudo a cuspidado, base aguda a atenuada, margen entero, en general marcadamente undulado o en ocasiones gruesamente dentado con 3–5 dientes en la mitad distal, nervio marginal ligeramente involuto, haz glabra excepto en la base del nervio principal, envés menudamente papiloso, glabro excepto por los tricomas multiradiados sobre el nervio principal y las axilas de los nervios secundarios, 10–14 pares de nervios secundarios, hundidos o ligeramente impresos en la haz, el nervio principal y los nervios secundarios muy prominentes en el envés, los nervios terciarios hundidos en la haz y hundidos o ligeramente elevados en el envés, cartáceas a subcoriáceas; pecíolos 6–20 mm de largo, estípulas lanceolado-liguladas, 10–14 mm de largo, densamente pubescentes. Inflorescencias estaminadas 5–15 cm de largo, perianto 1.6–2 mm de largo, pubescente en los márgenes de los lobos, bractéola 1.5–2.5 mm de largo; inflorescencias pistiladas 3–15 (–25) mm de largo, con 1–4 flores. Frutos 1–2 madurando en el raquis, pedúnculo 4–14 (–23) mm de largo; cúpula hemisférica a turbinada, 11–16 mm de alto y 18–30 mm de ancho a la altura del orificio, escamas ampliamente triangulares, 3.5–5.5 mm de largo y 3–4 mm de ancho en la base, ápice agudo, densamente aplicado-pubescentes, glabras a lo largo del margen, delgadas y frecuentemente aplicadas, café-amarillentas; nuez 16–35 mm de largo y 14–25 mm de ancho, 30–40% incluida en la cúpula, ápice redondeado, apiculado; pericarpo pubescente en la superficie interior.

## Distribución y hábitat
Es un árbol nativo de América central en poblaciones discontinuas del sur de México (Chiapas, Oaxaca), Guatemala (Baja Verapaz, Jutiapa, Jalapa, Chimaltenango, Sololá, Quetzaltenango, San Marcos) y Honduras hasta Costa Rica y Panamá en la Cordillera de Talamanca y la Península de Osa. Las poblaciones de las montañas de Costa Rica y Panamá al sur eran identificadas como Quercus rapurahuensis que es ahora un sinónimo de esta especie. Crece típicamente en climas húmedos de montaña en los Bosques montanos de Talamanca, Bosques montanos de América Central y Chiapas y bosque de pino-encino en altitudes desde los 600 hasta 2500 m s. n. m.

## Taxonomía
Quercus benthamii fue descrita por  Alphonse Pyrame de Candolle    y publicado en Prodromus Systematis Naturalis Regni Vegetabilis 16(2): 29. 1864.
Etimología
Quercus: nombre genérico del latín que designaba igualmente al roble y a la encina.
benthamii: epíteto otorgado en honor del botánico inglés George Bentham.
Sinonimia
- Quercus baruensis C.H.Mull.
- Quercus gemmata Trel.
- Quercus lowilliamsii C.H.Mull.
- Quercus rapurahuensis Pittier ex Seem.
- Quercus rapurahuensis Pittier ex Trel.
- Quercus seemannii subsp. rapurahuensis (Pittier ex Trel.) A.E.Murray
- Quercus seemannii var. rapurahuensis (Pittier ex Trel.) A.E.Murray
- Quercus undulata Benth.[6][7]